# Anton Cottier
Pour les articles homonymes, voir Cottier (homonymie).
Anton-Moritz Cottier, né le 4 décembre 1943 à Jaun (originaire de la même commune) et mort le 3 novembre 2006 à Fribourg, est une personnalité politique suisse du canton de Fribourg, membre du Parti démocrate-chrétien. Il est conseiller aux États de 1987 à 2003.

## Biographie
Anton-Moritz Cottier naît le 4 décembre 1943 à Jaun. Il est originaire de sa commune natale. Il est le fils de Albert-Roman Cottier (1893-1977) docteur en droit, président du Grand Conseil du canton de Fribourg et de Lina Vonlanthen (1903-1991). Il épouse Danielle de Techtermann en 1977 à Fribourg et Barberêche. 
Il étudie le droit en allemand à l’Université de Fribourg. Avocat, bilingue français-allemand, il pratique à Fribourg dès 1973. Il préside le HC Fribourg (depuis 1997, le HC Fribourg-Gottéron SA) de 1977 à 1984 et le fait entraîner par le Canadien Gaston Pelletier de 1978 à 1982,.
Il meurt le vendredi 3 novembre 2006 à 62 ans.

## Parcours politique
Membre du Parti démocrate-chrétien depuis 1973, il siège comme député au Grand Conseil fribourgeois de 1976 à 1987. Il y dirige le groupe démocrate-chrétien. Il est également membre de l’exécutif de la ville de Fribourg, comme conseiller communal (Directeur de la police) de 1982 à 1991,. Il préside le Parti démocrate-chrétien du canton de Fribourg jusqu'en 1994. 
Élu au Conseil des États en 1987 après le départ de son collègue de parti Pierre Dreyer, il le préside en 2002 avant de se retirer à l’occasion des élections fédérales de 2003,. Il est président de la Commission de la sécurité sociale et de la santé publique de 1997 à 1999, après en avoir été vice-président pendant deux ans. Il travaille également au sein de la Commission d’enquête parlementaire (CEP) qui s’est occupée de l’affaire des fiches au sein du Département fédéral de justice et police (DFJP). En 1992, il s'engage en faveur de l'adhésion de la Suisse à l'Espace économique européen.
Il préside également le Parti démocrate-chrétien (PDC) durant près de trois ans entre 1994 et 1996, fonction à laquelle il succède à Carlo Schmid-Sutter. À ce poste, il est critiqué pour son caractère peu médiatique, mais est reconnu pour les compromis qu'il parvient à trouver avec les autres partis politiques. Il cherche notamment une coopération plus étroite avec le Parti radical-démocratique face au Parti socialiste suisse et à l'Union démocratique du centre,.